# Pisa Sporting Club 1951-1952
Questa voce raccoglie le informazioni riguardanti il Pisa Sporting Club nelle competizioni ufficiali della stagione 1951-1952.

## Rosa
| N. |                   | Ruolo | Calciatore        |
| -- | ----------------- | ----- | ----------------- |
|    | Italia (bandiera) | C     | Candiano Barranco |
|    | Italia (bandiera) | D     | Amosello Berretta |
|    | Italia (bandiera) | A     | Carlo Bey         |
|    | Italia (bandiera) | P     | Efrem Bressan     |
|    | Italia (bandiera) | C     | Marcello Castoldi |
|    | Italia (bandiera) | D     | Renato Cavalieri  |
|    | Italia (bandiera) | C     | Armando Cavazzuti |
|    | Italia (bandiera) | A     | Aldo Fugazza      |
|    | Italia (bandiera) | A     | Mario Lenci       |
|    | Italia (bandiera) | A     | Enzo Loni         |

| N. |                       | Ruolo | Calciatore           |
| -- | --------------------- | ----- | -------------------- |
|    | Italia (bandiera)     | P     | Roberto Lovati       |
|    | Italia (bandiera)     | C     | Angiolo Meini        |
|    | Italia (bandiera)     | D     | Luciano Nicolini     |
|    | Italia (bandiera)     | D     | Giorgio Pellegrini   |
|    | Italia (bandiera)     | D     | Gastone Previato     |
|    | Italia (bandiera)     | A     | Mario Redini         |
|    | Italia (bandiera)     | C     | Piero Romanelli      |
|    | Italia (bandiera)     | A     | Giuseppe Stanganelli |
|    | Italia (bandiera)     | C     | Ferruccio Tortorese  |
|    | Costa Rica (bandiera) | A     | Anco Marcio Vargas   |

## Risultati

### Campionato

#### Girone di andata
| 9 settembre 1951 1ª giornata | Pisa | 0 – 1 | Catania |  |

| 16 settembre 1951 2ª giornata | Pisa | 0 – 3 | Messina |  |

| 7 ottobre 1979 3ª giornata | Roma | 2 – 1 | Pisa |  |

| 11 marzo 4ª giornata | Pisa | 2 – 1 | Reggiana |  |

| 7 ottobre 1951 5ª giornata | Brescia | 1 – 0 | Pisa |  |

| 14 ottobre 1951 6ª giornata | Piombino | 0 – 0 | Pisa |  |

| 21 ottobre 1951 7ª giornata | Pisa | 5 – 0 | Modena |  |

| 7 settembre 1997 8ª giornata | Treviso | 2 – 0 | Pisa |  |

| 4 novembre 1951 9ª giornata | Pisa | 1 – 0 | Marzotto Valdagno |  |

| 18 novembre 1951 10ª giornata | Genoa | 2 – 2 | Pisa |  |

| 2 dicembre 1951 11ª giornata | Pisa | 0 – 0 | Monza |  |

| 20 gennaio 1952 12ª giornata | Venezia | 1 – 0 | Pisa |  |

| 16 dicembre 1951 13ª giornata | Pisa | 1 – 0 | Siracusa |  |

| 14 dicembre 14ª giornata | Livorno | 1 – 2 | Pisa |  |

| 30 dicembre 1951 15ª giornata | Pisa | 1 – 3 | Verona |  |

| 6 gennaio 1952 16ª giornata | Vicenza | 3 – 0 | Pisa |  |

| 21 dicembre 1947 17ª giornata | Pisa | 2 – 1 | Stabia |  |

| 17 novembre 18ª giornata | Pisa | 1 – 1 | Salernitana |  |

| 21 settembre 1958 19ª giornata | Fanfulla | 3 – 0 | Pisa |  |

#### Girone di ritorno
| 3 febbraio 1952 20ª giornata | Catania | 1 – 0 | Pisa |  |

| 10 febbraio 1952 21ª giornata | Messina | 0 – 0 | Pisa |  |

| 17 febbraio 1952 22ª giornata | Pisa | 2 – 0 | Roma |  |

| 2 marzo 1952 23ª giornata | Reggiana | 3 – 1 | Pisa |  |

| 9 marzo 1952 24ª giornata | Pisa | 0 – 0 | Brescia |  |

| 16 marzo 1952 25ª giornata | Pisa | 1 – 1 | Piombino |  |

| 23 marzo 1952 26ª giornata | Modena | 3 – 1 | Pisa |  |

| 30 marzo 1952 27ª giornata | Pisa | 2 – 0 | Treviso |  |

| 6 aprile 1952 28ª giornata | Marzotto Valdagno | 3 – 0 | Pisa |  |

| 13 aprile 1952 29ª giornata | Pisa | 1 – 0 | Genoa |  |

| 20 aprile 1952 30ª giornata | Monza | 0 – 0 | Pisa |  |

| 27 aprile 1952 31ª giornata | Pisa | 0 – 0 | Venezia |  |

| 4 maggio 1952 32ª giornata | Siracusa | 4 – 1 | Pisa |  |

| 11 maggio 1952 33ª giornata | Pisa | 0 – 2 | Livorno |  |

| 25 maggio 1952 34ª giornata | Verona | 2 – 0 | Pisa |  |

| 1º giugno 1952 35ª giornata | Pisa | 0 – 0 | Vicenza |  |

| 8 giugno 1952 36ª giornata | Stabia | 1 – 5 | Pisa |  |

| 15 giugno 1952 37ª giornata | Salernitana | 0 – 0 | Pisa |  |

| 22 giugno 1952 38ª giornata | Pisa | 0 – 1 | Fanfulla |  |

## Statistiche

### Statistiche di squadra
| Competizione | Punti | In casa | In casa | In casa | In casa | In casa | In casa | In trasferta | In trasferta | In trasferta | In trasferta | In trasferta | In trasferta | Totale | Totale | Totale | Totale | Totale | Totale | DR  |
| Competizione | Punti | G       | V       | N       | P       | Gf      | Gs      | G            | V            | N            | P            | Gf           | Gs           | G      | V      | N      | P      | Gf     | Gs     | DR  |
| ------------ | ----- | ------- | ------- | ------- | ------- | ------- | ------- | ------------ | ------------ | ------------ | ------------ | ------------ | ------------ | ------ | ------ | ------ | ------ | ------ | ------ | --- |
| Serie B      | 31    | 19      | 8       | 6       | 5       | 19      | 14      | 19           | 2            | 5            | 12           | 13           | 32           | 38     | 10     | 11     | 17     | 32     | 46     | -14 |

### Statistiche dei giocatori
| Giocatore      | Serie B  | Serie B |
| Giocatore      | Presenze | Reti    |
| -------------- | -------- | ------- |
| C. Barranco    | 35       | 3       |
| A. Berretta    | 19       | 1       |
| C. Bey         | 10       | 0       |
| E. Bressan     | 2        | -4      |
| M. Castoldi    | 36       | 5       |
| R. Cavalieri   | 3        | 0       |
| A. Cavazzuti   | 37       | 10      |
| A. Fugazza     | 4        | 0       |
| M. Lenci       | 36       | 2       |
| E. Loni        | 36       | 5       |
| R. Lovati      | 36       | -42     |
| A. Meini       | 7        | 1       |
| L. Nicolini    | 34       | 0       |
| G. Pellegrini  | 36       | 0       |
| G. Previato    | 30       | 2       |
| M. Redini      | 1        | 0       |
| P. Romanelli   | 14       | 1       |
| G. Stanganelli | 1        | 0       |
| F. Tortorese   | 28       | 1       |
| A. Vargas      | 13       | 1       |